# Lafayette, Minnesota
Lafayette là một thành phố thuộc quận Nicollet, tiểu bang Minnesota, Hoa Kỳ. Năm 2010, dân số của thành phố này là 504 người.

## Dân số
- Dân số năm 2000: 529 người.
- Dân số năm 2010: 504 người.